# Rüdiger König
Rüdiger König, né le 8 avril 1957 à Bonn, est un diplomate allemand, actuellement représentant permanent de l'Allemagne auprès de l'OTAN depuis 2020.
Il est ambassadeur en Afghanistan pendant 3 ans entre 2010 et 2013.

## Biographie

### Parcours universitaire
Rüdiger König est né à Bonn, en Allemagne de l'Ouest, le 8 avril 1957.
Après avoir obtenu son diplôme d'études secondaires en 1977, König étudie les sciences politiques, le droit constitutionnel et international et la sociologie à l'université rhénane Frédéric-Guillaume de Bonn, obtenant une maîtrise.

### Diplomate: ONU, Bonn, Pakistan, Berlin, OTAN
Le 1er avril 1986, König entre au service extérieur. En 1989, sa première affectation à l'étranger est la Mission permanente auprès des Nations unies à New York. Après avoir travaillé comme desk officer au département des Nations unies au ministère fédéral des Affaires étrangères à Bonn de 1992 à 1996, il travaille de 1997 à 1999 comme desk officer pour l'Afghanistan à l'ambassade allemand du Pakistan à Islamabad. De 1999 à 2002, König est chef de département adjoint au département des Nations unies au ministère fédéral des Affaires étrangères. En 2001, il est membre de la délégation allemande à la Conférence de Petersberg sur l'Afghanistan. De 2002 à 2004, il dirige le bureau du président fédéral Johannes Rau à Berlin, comme il occupe le même poste pour Rau jusqu'en 2006 après avoir quitté ses fonctions. Il travaille ensuite jusqu'en 2008 en tant que chef du département politique de la Mission permanente de l'Allemagne à l'OTAN à Bruxelles. Ensuite, König reprend la direction du personnel spécial Afghanistan-Pakistan du ministère fédéral des Affaires étrangères.

### Ambassadeur en Afghanistan
D'août 2010 à septembre 2013, il succède à Werner Hans Lauk en tant qu'ambassadeur d'Allemagne en Afghanistan et chef de l'ambassade d'Allemagne à Kaboul. Le 12 août 2013, il reçoit l'Ordre Mir Masjidi Khan des mains du ministre afghan des Affaires étrangères Zalmay Rassoul. Martin Jäger succède à König comme ambassadeur en Afghanistan.
Après l'Afghanistan, il devient le représentant pour les Nations unies et les droits de l'homme au siège du ministère fédéral des Affaires étrangères, puis est officier de crise au ministère fédéral des Affaires étrangères jusqu'en 2015 et, en tant que Sous-secrétaire d'État , dirige le département pour la "Prévention des crises, stabilisation, aide post-conflit et aide humanitaire" au ministère fédéral des Affaires étrangères de 2015 à 2020.

### Représentant permanent auprès de l'OTAN
En août 2020, König est nommé représentant permanent de l'Allemagne auprès de l'OTAN.

### Vie privée
König est marié et a un enfant.